# Нарушево (гмина)
Нарушево (пол. Naruszewo) — сельская гмина (волость) в Польше, входит как административная единица в Плоньский повет, Мазовецкое воеводство. Население — 6640 человек (на 2004 год).

## Демография
| Перепись                       | Всего   | Всего | Женщины | Женщины | Мужчины | Мужчины |
| ------------------------------ | ------- | ----- | ------- | ------- | ------- | ------- |
| Единицы                        | человек | %     | человек | %       | человек | %       |
| Население                      | 6640    | 100   | 3280    | 49,4    | 3360    | 50,6    |
| Плотность населения (чел./км²) | 41,6    | 41,6  | 20,6    | 20,6    | 21,1    | 21,1    |

## Сельские округа
1. Длутово
2. Дрохово
3. Громбчево
4. Янушево
5. Козажево
6. Крыск
7. Лазенки
8. Михалово
9. Нацпольск
10. Нарушево
11. Нове-Нарушево
12. Новы-Нацпольск
13. Песцидла
14. Поструже
15. Потыры
16. Радзымин
17. Ромбеж
18. Скарбошево
19. Скаршин
20. Сквары
21. Собанице
22. Сосенково
23. Сребрна
24. Стахово
25. Стары-Нацпольск
26. Стшембово
27. Троски
28. Вихорово
29. Вронино
30. Заборово
31. Жуково

## Поселения
1. Бешино
2. Дрохувка
3. Воля-Крыск
4. Врублево
5. Крыск-Новы
6. Жуково-Посвентне
7. Радзыминек

## Соседние гмины
1. Гмина Бульково
2. Гмина Червиньск-над-Вислой
3. Гмина Дзежонжня
4. Гмина Мала-Весь
5. Гмина Плоньск
6. Гмина Вышогруд
7. Гмина Залуски